# Guyton (Georgia)
Guyton es una ciudad ubicada en el condado de Effingham en el estado estadounidense de Georgia. En el año 2000 tenía una población de 917 habitantes.

## Geografía
Guyton se encuentra ubicada en las coordenadas 32°20′11″N 81°23′38″O / 32.33639, -81.39389 (32.336338, -81.393763).
Según la Oficina del Censo, la localidad tiene un área total de 3,1 km² (1,2 mi²), de la cual 3,1 km² (1,2 mi²) es tierra y 0 km² (0 mi²) (0.00%) es agua.

## Demografía
Según la Oficina del Censo en 2000 los ingresos medios por hogar en la localidad eran de $27,679, y los ingresos medios por familia eran $34,250. Los hombres tenían unos ingresos medios de $31,719 frente a los $18,906 para las mujeres. La renta per cápita para la localidad era de $12,409. 